# اورموند بای دسی (فلوریدا)
اورموند بای دسی (به انگلیسی: Ormond-by-the-Sea) یک منطقهٔ مسکونی در ایالات متحده آمریکا است که در شهرستان ولوسیا، فلوریدا واقع شده‌است. اورموند بای دسی ۵٫۱ کیلومتر مربع مساحت و ۸٬۴۳۰ نفر جمعیت دارد و ۴ متر بالاتر از سطح دریا قرار دارد.